# Chomicznik dżungarski
Chomicznik dżungarski, określany także jako chomik dżungarski (Cricetiscus sungorus) – gatunek gryzonia z rodziny chomikowatych, na wolności zamieszkujący stepy i tundry Syberii Zachodniej na terenach Rosji (Chakasja oraz Rejon minusiński w Kraju Krasnojarskim, wzdłuż rzeki Jenisej) i Kazachstanu. Międzynarodowa Unia Ochrony Przyrody (IUCN) w wydanej w 2016 roku edycji Czerwonej księgi gatunków zagrożonych zaliczała P. sungorus do kategorii gatunków najmniejszej troski. Chomicznik dżungarski jest wykorzystywany jako zwierzę laboratoryjne. Jest także cenionym zwierzęciem w domowych hodowlach hobbystycznych. Zaliczany do zwierząt towarzyszących.

## Systematyka
W 1773 roku, jako pierwszy badacz, chomicznika dżungarskiego opisał niemiecki zoolog Peter Pallas i określił zwierzę nazwą naukową Mus sungorus, a w 1912 amerykanin Ned Hollister zaliczył te zwierzęta do rodzaju Phodopus i po raz pierwszy użył nazwy naukowej Phodopus sungorus. Lokalizacja typowa: wschodni Kazachstan, 100 km na zachód od Semeju (dawniej: Semipałatyńsk), w pobliżu Graczewska.
Na przestrzeni lat, część naukowców (G.M. Allen, Corbet, Ellerman, Morrison-Scott, Gromow, Erbajeva, Wang, Zhang i inni) uznawała, że populacje chomiczników zasiedlające tereny leżące dalej na wschodzie, w tym w północnej Mongolii i północnych Chinach stanowią podgatunek Cricetiscus sungorus campbelli, a zwierzęta zasiedlające tereny w zachodniej i bardziej północnej części zasięgu C. sungorus sungorus. Inna grupa naukowców (Musser, Carleton, Pavlinov, Rossolimo i inni) była odmiennego zdania. Uważali, że ta populacja winna być uznana za odrębny, siostrzany gatunek w obrębie rodzaju Phodopus. Przedstawiciele obu populacji mieli taką samą liczbę diploidalną (2n = 28), ale między tymi zwierzętami występowały zauważalne różnice morfologiczne. O uznaniu zwierząt z północnej Mongolii i północnych Chin za odrębny gatunek Cricetiscus campbelli przesądziły badania rosyjskich naukowców (Safronova i inni), które wykazały istotne różnice chromosomalne przedstawicieli obu populacji. C. campbelli uznawany jest obecnie odrębny gatunek – chomicznik zabajkalski. W 2025 roku C. sungorus wraz z C. campbelli zostały przeniesione do rodzaju Cricetiscus.

## Nazewnictwo
Nazwa rodzajowa Cricetiscus to zdrobnienie nazwy rodzaju Critecus poprzez dodanie łac. przyrostka zdrabniającego -iscus. Epitet gatunkowy sungorus pochodzi od chińskiego miana Kotliny Dżungarskiej.

### Polska nazwa zwyczajowa
We wcześniejszej polskiej literaturze hobbystycznej Phodopus sungorus był oznaczany nazwą „chomik dżungarski”. W wydanej w 2015 roku przez Muzeum i Instytut Zoologii Polskiej Akademii Nauk publikacji „Polskie nazewnictwo ssaków świata” gatunkowi zaproponowano nazwę „chomicznik dżungarski”, wskazując  dla rodzaju tych gryzoni nazwę „chomicznik”, która podkreśla odrębność taksonu od chomików należących do rodzaju Cricetus.

## Kariotyp
Kariotyp P. sungorus tworzy 28 par chromosomów (FN = 51).

## Budowa ciała
Tułów chomicznika dżungarskiego jest krótki, o zwartej budowie. Tułów wraz z głową osiąga długość 70–90 mm, a ogon 5–15 mm. Uszy mają 11–16 mm długości. Masa ciała samców waha się od 19 do 45 g, a samic 19 do 36 g. Stephan Steinlechner z Uniwersytetu Medycyny Weterynaryjnej w Hanowerze określał, że latem masa ciała chomicznika dżungarskiego zawiera się w przedziale 35–45 g, a zimą 25–30 g.

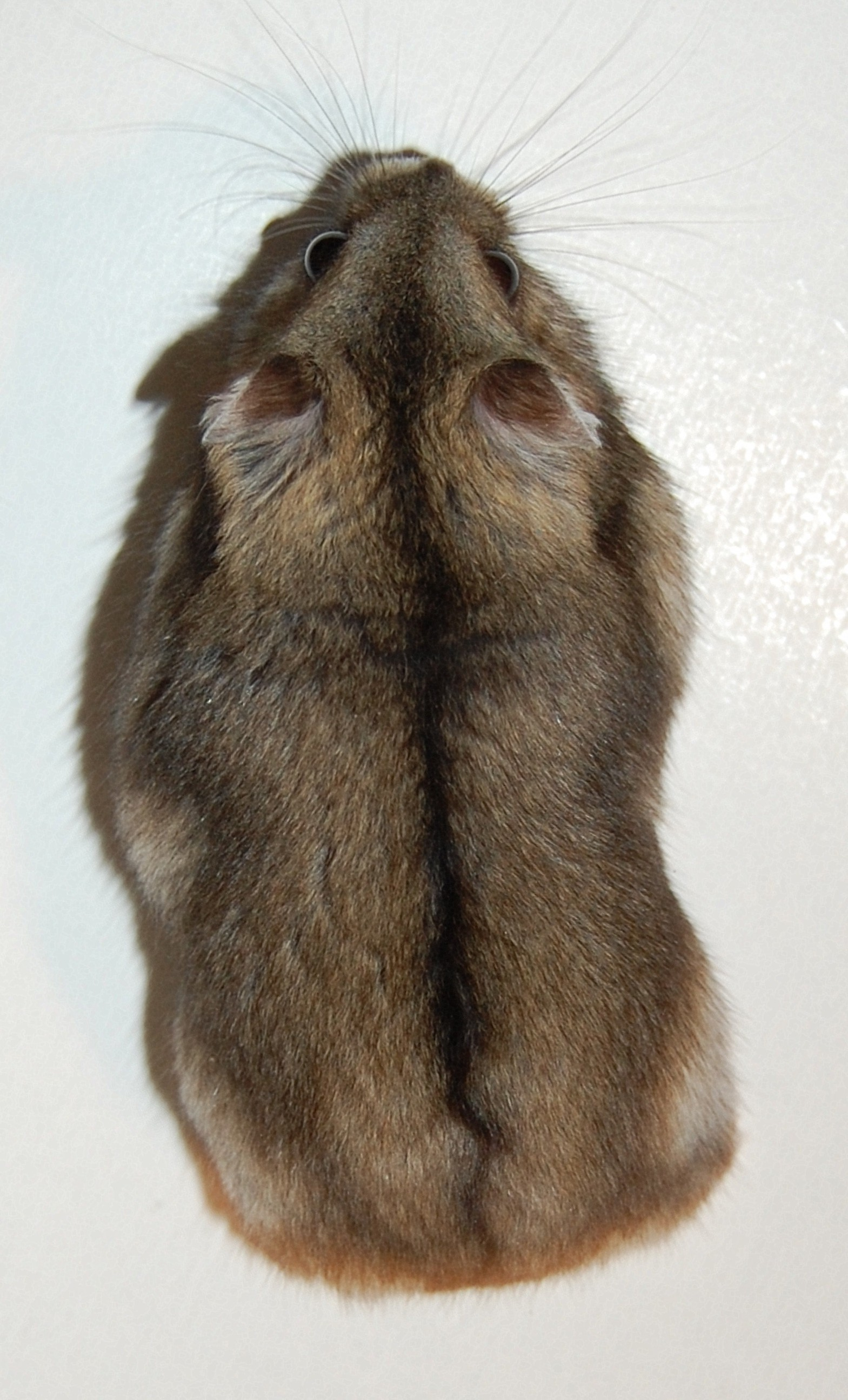
Chomicznik dżungarski – ubarwienie agouti

### Ubarwienie
Latem grzbiet chomicznika dżungarskiego ma ciemne wybarwienie – od popielatego do ciemnobrązowego, czasami z odcieniem jasnobrązowym. Stopy, ogon, gardło i brzuch są białawe. Część twarzowa szaro-brązowa, ale okolice pyszczka i uszu nieco jaśniejsze. Pozostałe fragmenty głowy wybarwione są na ciemno: od ciemnego brązu do czerni. Zewnętrzne powierzchnie uszu i obwódki wokół oczu są czarne. Wzdłuż środka grzbietu – od ciemnej plamki na głowie do podstawy ogona – przebiega pas futra wybarwiony na czarno-brązowo. Część grzbietowa i brzuszna jest rozgraniczona falistą linią futra w podobnym wybarwieniu. Zimą ciało chomicznika dżungarskiego okrywa białe futro z szarym odcieniem na czubku głowy.

## Tryb życia
Chomicznik dżungarski prowadzi nocny i zmierzchowy tryb życia. Żyje w koloniach. Aktywność życiową wykazuje przez cały rok. Nie hibernuje. Zimą oddala się od nory w poszukiwaniu pożywienia. Naukowcy zaobserwowali chomicznika w odległości ponad 300 m od nory, a jeden z okazów został schwytany na powierzchni terenu nawet przy temperaturze powietrza -40° C. Przed zimą chomicznik dżungarski gromadzi dużą ilość tłuszczu podskórnego, który pomaga mu przetrwać w niskich temperaturach.
Samice stanowią ponad 50% dziko żyjących populacji, być może z powodu większej mobilności samców, a tym samym większego narażenia na ataki drapieżników. Jest gatunkiem podatnym na udomowienie. W niewoli dobrze się rozmnaża. 

### Cykl życiowy

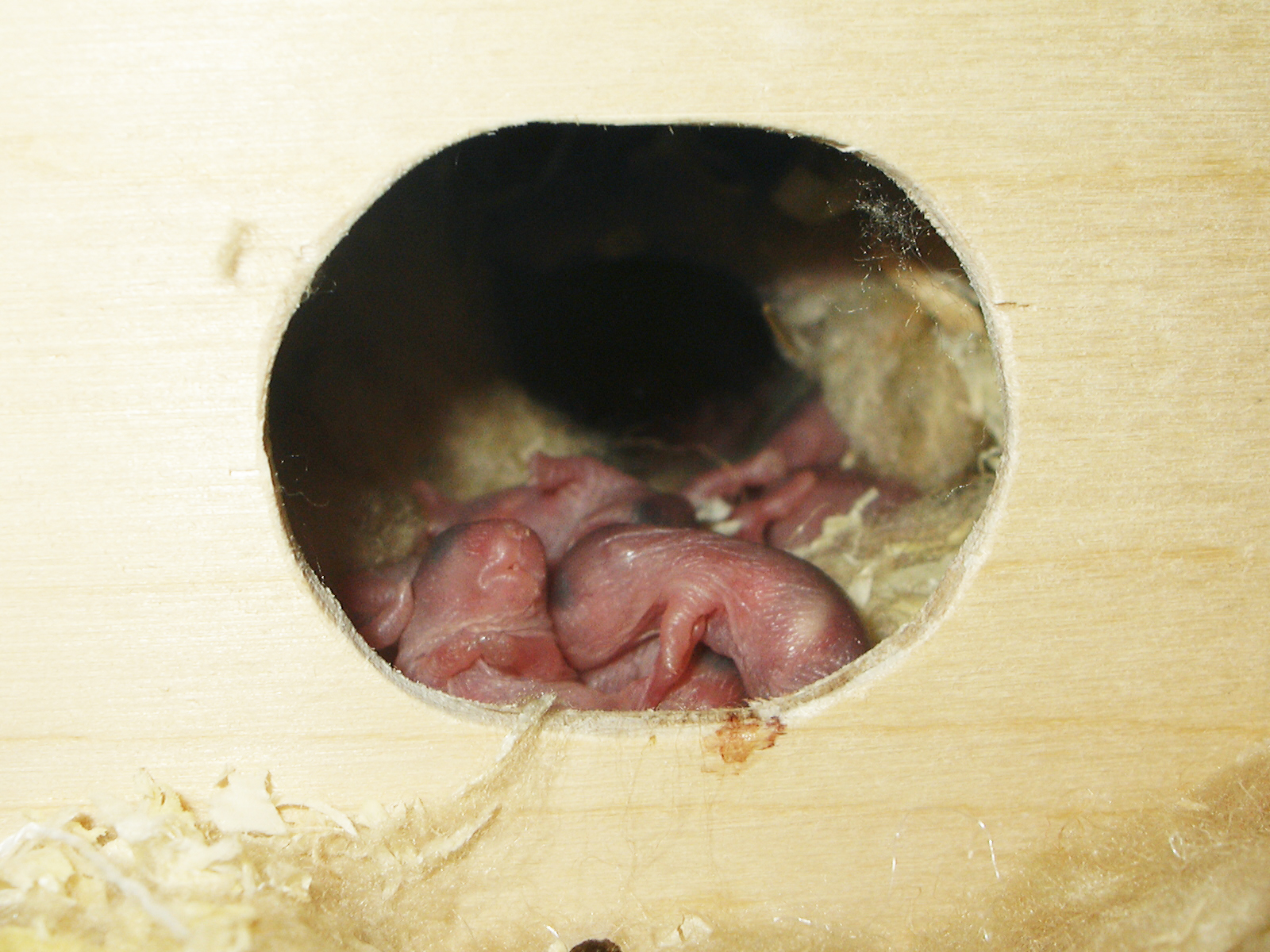
Młode, dwudniowe chomiczniki dżungarskie

Między kwietniem a wrześniem samica rodzi 5 do 6 miotów po 4–11 młodych, więc płodność tego gatunku jest stosunkowo wysoka. Ciąża trwa 18–20 dni lub 20–22 dni. Młode przystępują do rozrodu, gdy masa ich ciała osiągnie około 20 g.
Przez pięć lat, w okresie 1988–1992, Alexander Lerchl z instytutu medycyny rozrodu Westfalskiego Uniwersytetu Wilhelma w Münsterze prowadził badania nad procesem reprodukcyjnym 368 par rodzicielskich chomiczników dżungarskich. Badana populacja składała się wyłącznie z potomków 4 zwierząt schwytanych na terenie ZSRR w 1965 roku. 308 par wydało na świat 2113 miotów (13 młodych na jedną samicę). W całym okresie objętym badaniem z owych 308 par chomiczników powstało łącznie 12591 potomków. W każdym miocie rodziło się średnio 6,0 ± 2,2 młodych. Podczas badań nie odnotowano żadnych oznak wpływu sezonowości na wynik rozrodu.
W niewoli zwierzęta osiągają wiek 2–2,5 roku.

## Rozmieszczenie geograficzne
Na wolności zamieszkuje stepy i tundry Syberii Zachodniej na terenach Rosji (Chakasja oraz Rejon minusiński w Kraju Krasnojarskim, wzdłuż rzeki Jenisej) i Kazachstanu. Dystrybucja jest nieciągła.

## Kopalne ślady występowania gatunku
Najstarsze, datowane na późny plejstocen, kopalne ślady tych zwierząt zostały odkryte na terenie Węgier, Niemiec i Szwajcarii. Część okazów mogła być błędnie zidentyfikowana jako kopalne ślady rodzaju Cricetulus.

## Chomiczniki w niewoli

### Zwierzęta laboratoryjne
Chomiczniki dżungarskie zostały sprowadzone do laboratoriów medycznych w USA i Niemczech jako obiekt badań medycznych i fizjologicznych. Używane są także do badań nad rytmami okołodobowymi i sezonowymi, do badań szyszynki, w dermatologii i w wielu innych dziedzinach medycyny.

### W hodowlach hobbystycznych
Chomicznik dżungarski jest cenionym zwierzęciem w domowych hodowlach hobbystycznych. Jest zaliczany do zwierząt towarzyszących. Charakteryzuje się łagodnym usposobieniem, a w hodowli jest wyjątkowo odporny i silny. Hodowcy winni jednak zwracać uwagę na stres, któremu mogą podlegać zwierzęta, bowiem następstwem długiej ekspozycji na stres mogą być zaburzenia układu immunologicznego. Do czynników, które mogą powodować stres u zwierzęcia zaliczane są: transport, nagła zmiana karmy, zmiana właściciela, poród oraz odchowywanie potomstwa. 
Chomiczniki dżungarskie mogą zapadać na różne choroby: zakażenia układu oddechowego i dróg moczowych, stany zapalne ucha, dermatozy (w konsekwencji obecności pasożytów zewnętrznych lub grzybów), a po interakcjach z innymi osobnikami zwierzętom mogą doskwierać trudno gojące się rany. Starsze chomiczniki dżungarskie mogą chorować na nowotwory, endokrynopatie i neuropatie. Najczęstszą przyczyną zgonów wśród chomiczników jest choroba mokrego ogona, która najczęściej występuje u młodych (3–6 tygodni życia) osobników. Schorzenie bywa mylone z rozrostowym zapaleniem jelita biodrowego, z którym ma bardzo podobną etiopatogenezę.

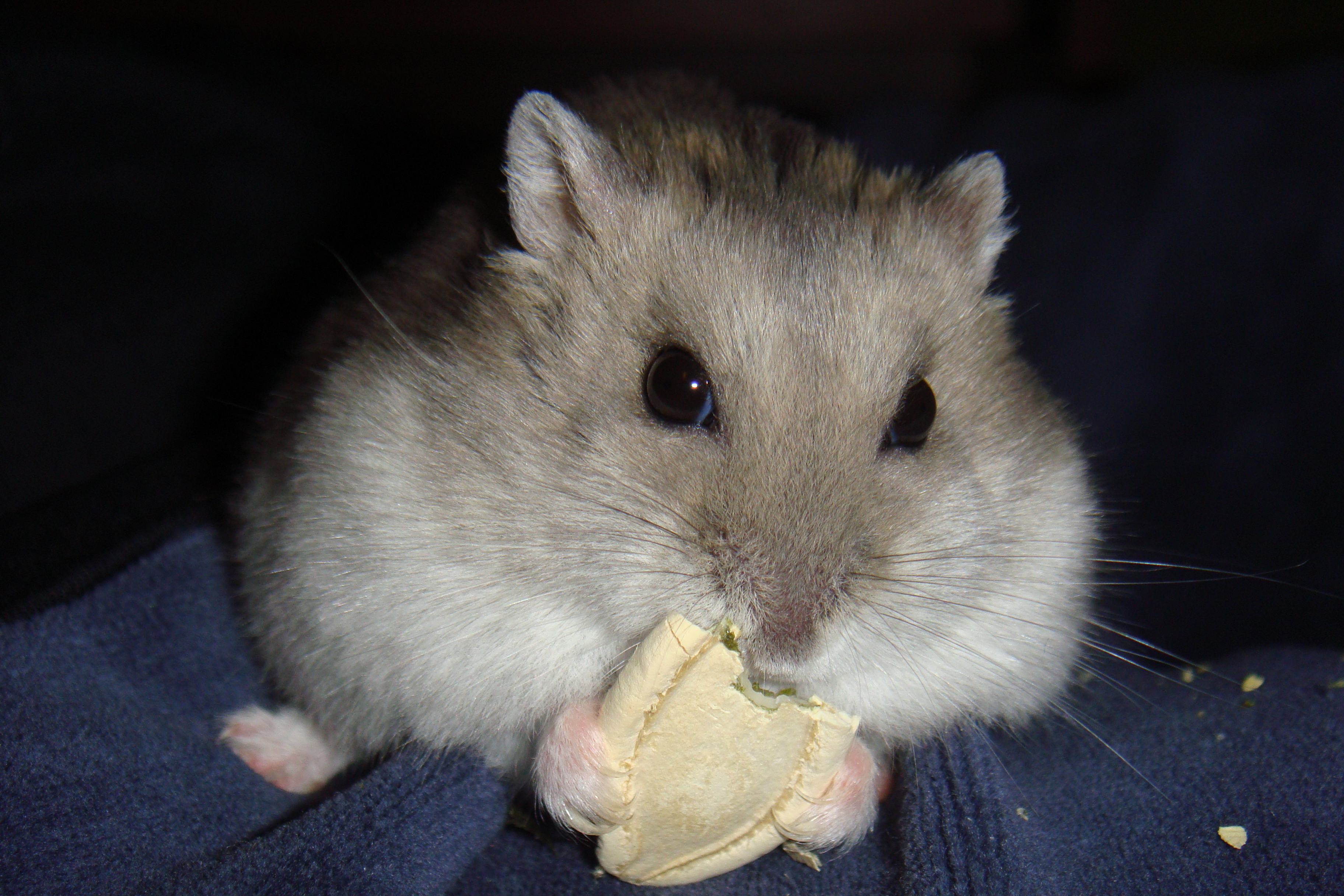
Chomicznik dżungarski jedzący nasiono dyni

## Ekologia
W skład diety chomiczników dżungarskich wchodzą nasiona dzikich roślin – głównie wiechlinowatych, ale zwierzęta te żywią się także owadami (w znacznej mierze konikami polnymi) i larwami. W żołądkach 40 zwierząt z badanej populacji w 32 naukowcy odnotowali obecność nasion, w 11 innych części roślin, a w 15 obecność szczątków owadów. W okresie zimowym chomiczniki dżungarskie żerowały na zachowanych w odchodach koni niestrawionych częściach nasion. U zwierząt żyjących w niewoli zaobserwowano, że w okresie, w którym dni były długie, chomiczniki spożywały więcej węglowodanów złożonych niż tłuszczów, a tych z kolei więcej niż białka. Podczas dni krótkich wzrastało spożycie złożonych węglowodanów oraz białka, natomiast spadało spożycie tłuszczu.
Do drapieżników żerujących na chomicznikach dżungarskich należy łasica pospolita oraz tchórz stepowy.
W mieszkach włosowych chomiczników dżungarskich żyją nużeńce Demodex phodopi i Demodex sungori.

### Siedlisko
Chomicznik dżungarski zasiedla półpustynie Azji Środkowej. Obecność zwierzęcia była odnotowywana na suchych stepach, polach lucerny i pszenicy w Rejonie minusińskim, a w Kazachstanie na terenach uprawnych i trawiastych. P. sungorus zamieszkuje w norach, które mają kilka wyjść na powierzchnię oraz kilka komór gniazdowych, będących miejscem wypoczynku i wychowywania młodych. Budowa nor używanych w poszczególnych częściach zakresu jest zróżnicowana. Nory zbadane w regionie Chakasji składały się z kilku pionowych i poziomych korytarzy skomunikowanych z położonym ok. 35 cm pod powierzchnią ziemi głównym tunelem. Nora była zimą wyściełana futrem zwierzęcym, a latem mchem. W porze zimowej nora miała tylko jedno wejście. Nory populacji kazachskiej składały się z pionowego korytarza, do którego wiodło 4–6 wejść. Gniazdo było zlokalizowane głębiej, około 1 m poniżej poziomu ziemi. W Koibalsku chomicznik dżungarski rzadko kopie własne nory, a zasiedla nory świstaków i innych gryzoni.